# دابل ایلون
دابل ایلون (انگلیسی: Double Eleven) شرکت بازی ویدئویی بریتانیایی است، که در سال ۲۰۰۹ تأسیس شد.